# Campionati di pugilato dilettanti dell'Unione europea 2007
I Campionati di pugilato dilettanti dell'Unione europea maschili 2007 si sono tenuti a Dublino, Irlanda, dal 18 al 23 giugno 2007. È stata la 5ª edizione della competizione annuale organizzata dall'EABA.

## Risultati
| Categoria                   | Oro                        | Argento                                | Bronzo                                               |
| --------------------------- | -------------------------- | -------------------------------------- | ---------------------------------------------------- |
| Pesi minimosca (kg 48)      | Pal Bedak Ungheria         | José Kelvin de la Nieve Linares Spagna | Nordine Oubaali Francia Darren Langley Inghilterra   |
| Pesi mosca (kg 51)          | Hafid Bouji Germania       | Salim Salimov Bulgaria                 | Kadri Kordel Turchia Vincenzo Picardi Italia         |
| Pesi gallo (kg 54)          | Detelin Dalakliev Bulgaria | Denis Makarov Germania                 | Joseph Murray Inghilterra Rudolf Dydi Slovacchia     |
| Pesi piuma (kg 57)          | Khedafi Djelkhir Francia   | Carl Frampton Irlanda                  | Michal Chudecki Polonia Yakup Kilic Turchia          |
| Pesi leggeri (kg 60)        | Daouda Sow Francia         | Eugen Burhard Germania                 | Domenico Valentino Italia Alejandro Rodríguez Spagna |
| Pesi superleggeri (kg 64)   | Marcin Legowski Polonia    | Ionuţ Gheorghe Romania                 | Gyula Káté Ungheria Bradley Saunders Inghilterra     |
| Pesi welter (kg 69)         | Roy Sheahan Irlanda        | Xavier Noel Francia                    | Adem Kiliçci Turchia Dimitar Shtilianov Bulgaria     |
| Pesi medi (kg 75)           | Darren Sutherland Irlanda  | James DeGale Inghilterra               | Jean Mickael Raymond Francia Ivano Del Monte Italia  |
| Pesi mediomassimi (kg 81)   | Kenneth Egan Irlanda       | Constantin Bejenaru Romania            | Marijo Šivolija Croazia Bahram Muzaffer Turchia      |
| Pesi massimi (kg 91)        | Elias Pavlidis Grecia      | Clemente Russo Italia                  | Vedran Ðipalo Croazia Krzysztof Zimnoch Polonia      |
| Pesi supermassimi (kg 91 +) | Roberto Cammarelle Italia  | Cathal McMonagle Irlanda               | Csaba Kurtucz Ungheria Cristian Ciocan Romania       |

## Medagliere
| Posizione | Paese       | Oro | Argento | Bronzo | Totale |
| --------- | ----------- | --- | ------- | ------ | ------ |
| 1         | Irlanda     | 3   | 2       | 0      | 5      |
| 2         | Francia     | 2   | 1       | 2      | 5      |
| 3         | Germania    | 1   | 2       | 0      | 3      |
| 4         | Italia      | 1   | 1       | 3      | 5      |
| 5         | Bulgaria    | 1   | 1       | 1      | 3      |
| 6         | Ungheria    | 1   | 0       | 2      | 3      |
| 6         | Polonia     | 1   | 0       | 2      | 3      |
| 8         | Grecia      | 1   | 0       | 0      | 1      |
| 9         | Romania     | 0   | 2       | 1      | 3      |
| 10        | Inghilterra | 0   | 1       | 3      | 4      |
| 11        | Spagna      | 0   | 1       | 1      | 2      |
| 12        | Turchia     | 0   | 0       | 4      | 4      |
| 13        | Croazia     | 0   | 0       | 2      | 2      |
| 14        | Slovacchia  | 0   | 0       | 1      | 1      |
|           | Totale      | 11  | 11      | 22     | 44     |